# 2K Games

Företagets ursprungliga logotyp.

2K Games är en global utvecklare, distributör och förläggare av datorspel. 2K Games är ett dotterbolag till Take-Two Interactive som även äger bland annat Rockstar Games. Företaget grundades den 25 januari 2005 efter att Take-Two köpte Visual Concepts och dess dotterbolag Kush Games från Sega för 24 miljoner dollar.
Företagets namn kommer från Visual Concepts serie med sportspel, som till en början bara släpptes till Dreamcast. 2K Games huvudkontor ligger i Novato i delstaten Kalifornien. Företaget publicerar ett stort antal både internt och externt utvecklade datorspel.
2K Games har givits ut bland annat Bioshock, Borderlands, Civilization, Mafia, X-Com, NBA 2K, Top Spin och NHL 2K.